# Zygophylax crassitheca
Zygophylax crassitheca är en nässeldjursart som först beskrevs av John Fraser 1941.  Zygophylax crassitheca ingår i släktet Zygophylax och familjen Lafoeidae. Inga underarter finns listade i Catalogue of Life.